# رقص خليجي
الرقص الخليجي أحد الموروثات المشهورة في الجزيرة العربية والذي يعتبر رقص بدوي فلكلوري نابع من ثقافة الصحراء. يشتهر في دول الخليج العربي السعودية والإمارات والكويت وقطر وعمان والبحرين، ويمارسه الأفراد والجماعات في المناسبات الاجتماعية والثقافية أوالأعياد الوطنية. وبالنسبة للرجال يكون في جماعات وباستخدام الأسلحة أو العصي. أما النساء يرتدين الملابس التقليدية الفضفاضة مايسمى بالثوب الخليجي أو (النشال)، كما يستخدمن السيوف أحيانا. وبرزت منه أنواع عدة كالسامري والخبيتي وغير ذلك.
خرج الرقص الخليجي إلى العالم العربي والغربي على حد سواء، منذ أن ظهرت مطربات الخليج العربي على التلفاز، فقبل ذلك كان يمارس للنساء في الاجتماعات الخاصة. فاكتسح الفن الخليجي ونافس الفنون الأخرى، وأُعجب الناس من مختلف البلدان والحضارات بالرقص الخليجي، حيث يتميز الرقص الخليجي بخفة الحركات وسرعتها وتناغم حركات الجسد مع الإيقاع الموسيقي. ويعتمد على هز الكتفين والرقبة، وتحريك الذراعين والجذع وأحيانا الوركين مع الموسيقى، وتستأثر النساء فيه بتحريك الشعر أو مايطلق عليه محليا (اللفح) بالشعر، أي تحركيه يمينا وشمالا مع الإيقاع.
وقد ظهر الرقص الخليجي في مقدمة الفنون الخليجية التي انتقلت إلى العالم الغربي، لأنه نوع غير مألوف لديهم من الرقص بحكم انتشاره بأماكن محدده كدول الخليج العربي وبعض أجزاء من بادية الشام والأردن.

## وصلات خارجية
- Modern Khaleegy Dance